# Euclystis metagona
Euclystis metagona är en fjärilsart som beskrevs av Walker 1858. Euclystis metagona ingår i släktet Euclystis och familjen nattflyn. Inga underarter finns listade i Catalogue of Life.